# Cal Jover (Súria)
Cal Jover és un edifici de Súria (Bages) protegit com a bé cultural d'interès local, el qual fou una fàbrica de riu de la indústria tèxtil.

## Descripció
La fàbrica de cal Jover és situada a la zona més occidental del barri de Salipota. El conjunt ha estat molt reformat i modificat durant la dècada de 1970, moment en què es construïren moltes de les naus industrials dels voltants. Del conjunt originari resta l'habitatge de l'amo, de planta rectangular i tres altures, amb un torrelló al centre de major altura. El cos principal dels edificis antics es disposa dividit en dues edificacions, ambdues de planta rectangular. La primera és de dimensions més reduïdes que la segona, a la qual s'adossa. Aquesta primera era la zona de fàbrica i els pisos alts estaven destinats a habitatge del mecànic i de l'encarregat. Interiorment l'edifici conserva les columnes de ferro colat.

## Història
Joan Jover i Serra, pare del futur marqués de Gelida, va construir la fàbrica entre 1872 i 1876, havent comprat el terreny a Cristòfol Canudas i Salipota, el 1870- En els seus inicis la fàbrica es dedicava a filats de cotó. Quan va tenir lloc la epidèmia de còlera de l'any 1885, el poble de Súria es mobilitzà donant i creant ajuts. Destacaren, entre d'altres, Bonaventura Jover, amo de cal Jover, fàbrica successora de "La Gelidense". Des del 1890, a més de filats es feien retorç de cotó. El 1897-1898 l'empresa era propietat dels germans Jover Gabarró, que importaven cotó d'Egipte i els Estats Units.